# ناردين إيهاب
ناردين إيهاب شوقي (من مواليد 31 يناير 1996)، هي لاعبة سيف المبارزة مصرية.

## الحياة المهنية
في عام 2015 ، فازت ناردين إيهاب بالميدالية البرونزية للفردي والفرق في بطولة إفريقيا، ثم فازت بالميدالية الفضية للفرق، والميدالية البرونزية الفردية في الألعاب الأفريقية 2015. وفازت بالميدالية الببرونزية في المبارزة في كأس العالم للسلاح للشباب بإيطاليا في عام 2015 بعد خسارتها من الاعبة الإيطالية في نصف نهائي بنتيجة 15- 14، وفازت بالميدالية الذهبية في للفرق في بطولة إفريقيا للمبارزة لعام 2016، والميدالية الفضية في للفرق في بطولة إفريقيا للمبارزة 2017، وفازت بالميدالية الذهبية والفضية في البطولة الفردية في بطولة 2018 الأفريقية للمبارزة، في بطولة المبارزة الأفريقية 2019، فازت بالميدالية الذهبية للفرق. وفازت بالميدالية البرونزية في المنافسات الفردية في الألعاب الأفريقية 2019، وفازت بالميدالية الذهبية في مرحلة عمومي الأنسات في بطولة ندا الشبا الدولية بالإمارات العربية المتحدة.

## روابط خارجية
- ناردين إيهاب على موقع الاتحاد الدولي للمبارزة (الإنجليزية)